# Intraoperative Wachheit
Intraoperative Wachheit oder intraoperativer Wachzustände (englisch Awareness) liegt vor, wenn ein Patient während einer (zu „flachen“) Allgemeinanästhesie (Narkose), etwa im Rahmen eines chirurgischen Eingriffs, seine Umwelt teilweise oder vollständig wahrnimmt oder Aufforderungen aktiv befolgt. Es werden intraoperative Zustände von Wachheit ohne Erinnerung von solchen mit unbewusster (impliziter) und bewusster (expliziter) Erinnerung im Nachhinein unterschieden, wobei die meisten Betroffenen zur ersten Gruppe gehören.
Wenn keine besonderen Risiken vorliegen, treten Wachphänomene mit einer Häufigkeit von ein bis zwei Fällen pro 1000 Narkosen (0,1 bis 0,2 %) auf. Bei Kindern ist das Risiko für ein solches Ereignis jedoch um das 8- bis 10-fache erhöht. Eine andere Studie kommt auf eine Häufigkeit von 1:15.000, sofern die Patienten nicht gezielt befragt werden, also nur etwa jeder 30. Patient teilt eine erlebte Awareness selbstständig mit. Ein erhöhtes Risiko besteht bei Notfalleingriffen, Schnittentbindungen, herzchirurgischen Eingriffen, Eingriffen in der Nacht, schwerkranken Patienten mit eingeschränkter kardiovaskulärer Reserve (ASA-Status IV, V), Drogenabhängigkeit, Patienten mit chronischen Schmerzen, zuvor stattgehabten Episoden von intraoperativer Wachheit, dem Einsatz vom Muskelrelaxanzien, total intravenöser Anästhesie und fehlender Prämedikation mit einem Benzodiazepin.

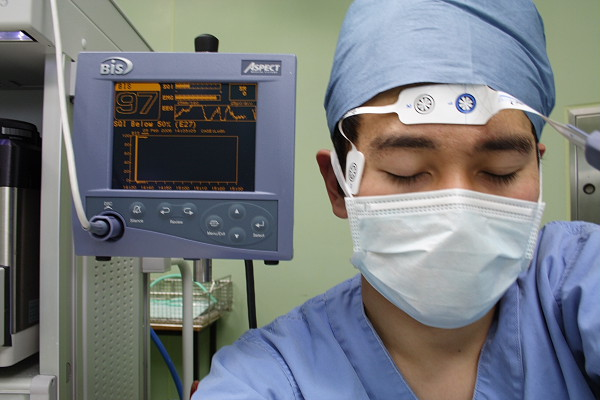
Monitoring-System zur EEG-Überwachung (BIS)

Das Erleben von Awareness ist sehr variabel und kann Hör- und Sehwahrnehmungen und die Empfindung von Schmerz, Lähmung, Hilflosigkeit und Angst umfassen. Die Rekonvaleszenz nach dem Eingriff kann deutlich beeinträchtigt sein (akute Belastungsreaktion), in der Regel ist ein Erleben von intraoperativer Wachheit aber nicht mit längerfristigen Folgen assoziiert. In Einzelfällen kann es zu Ausbildung einer behandlungsbedürftigen Posttraumatischen Belastungsstörung kommen. Dies kann auch durch Wachheitszustände ohne bewusste Erinnerung verursacht werden.
In manchen Fällen, so bei Operationen unter Propofolnarkosen, kann nicht eindeutig entschieden werden, ob es sich bei intraoperativen Wahrnehmungen um Wachzustände oder um Träume handelt.
Maßnahmen zur Vermeidung von Awareness umfassen die Identifizierung von Risikofaktoren vor einem Eingriff, eine standardisierte Prüfung der Ausrüstung, die klinische Überwachung des Patienten (Herzfrequenz, Blutdruck, Pupillenweite, Schwitzen, Bewegungen des Patienten). Die Tiefe der Narkose kann mittels Monitoren, die auf der Ableitung eines Elektroenzephalogramms (EEG) beruhen, überprüft werden. Der Einsatz dieser Geräte wird kontrovers diskutiert, da keine überzeugenden Daten vorliegen, dass die Häufigkeit von Awareness signifikant reduziert werden kann. Die American Society of Anesthesiologists empfiehlt aus diesem Grund den regelhaften Einsatz nicht. Eine weitere Möglichkeit ist die regelmäßige Nachfrage eine nicht von der Narkose betroffene Hand zu bewegen („isolierter Unterarm-Technik“).

## Einteilung nach Jones
JG. Jones (1994) teilt den Grad der intraoperativen Wachheit wie folgt ein:
- 1°	Explizit erinnerbare, bewusste Wachheit mit Erleben von Schmerz
- 2°	Explizit erinnerbare, bewusste Wachheit ohne Schmerzerlebnis
- 3°	bewusste Wachheit (einfache Bewusstseinsleistungen sind möglich, z. B. das Befolgen von Aufforderungen) ohne bewusste, aber mit möglicher unterbewusster Erinnerung
- 4°	Unbewusste Wachheit, mit Amnesie des expliziten (bewussten) Gedächtnisses, jedoch unbewusster (impliziter) Erinnerung
- 5°	Keine Wachheit